# Aechmea longiramosa
Espèce
Classification phylogénétique
Aechmea longiramosa est une espèce de plantes à fleurs de la famille des Bromeliaceae, endémique de Colombie et décrite en 2011.

## Distribution
L'espèce est endémique de Colombie.

## Description
L'espèce est épiphyte.